# 参議院改革論
参議院改革論（さんぎいんかいかくろん）は、参議院について独自性・自主性を高め、存在意義を強めようという主張である。議長の諮問機関として参議院改革協議会が院内に設置されている。

## 参議院改革論の理由
参議院改革論が叫ばれる主な理由は、二つの理由による。一つは、参議院の審議が衆議院のそれと似たものであって独自性が発揮できないという理由であり（カーボンコピー論）、もう一つは、いわゆるねじれ国会によって国会の意志決定が遅滞するというものである。自民党が安定的に政権を維持していた時代は、前者が強調され、ねじれ国会においては後者が強調される傾向にある。これはシェイエスの言葉とされる、「両議院が対立すると、これほど有害なことはないし、同じ議決となれば、これほど無駄な審議はない。」という両院制に対する批判で表される。ただし、シェイエスらがフランス革命期に作った一院制の議会である国民公会は暴走を起こし、政敵である少数派を次々に死刑にする恐怖政治を引き起こしている。恐怖政治はテルミドールのクーデターにより終結させられ、一院制の国民公会はわずか3年でなくなり、その後できた共和暦3年憲法では、恐怖政治への反省から、二院制の議会が作られている。また、シェイエスのこの批判は貴族院のような特権的第二院に対するものであり、参議院など直接公選の第二院に対する批判としては妥当ではないとする指摘もある。
日本国憲法の衆議院の優越、参議院の半数ずつの改正などの規定が、参議院を特徴づけるが、その存在意義は明らかではない。したがって、参議院の実質的意義は、国会内外での議論に委ねられている。
参議院の改革には、党籍離脱や党議拘束に関する政党内の改革、議院規則および国会法の改正などによる院内および国会制度の改革、公職選挙法の改正による選挙制度の改革、憲法の改正による改革などさまざまな方向性がある。

## 参議院改革の歴史
参議院は、誕生当初は政党に一定の距離を置いた緑風会などの勢力が存在したものの、選挙を重ねていくうちに政党化が進んでいった。その結果、衆議院に対する独自性を次第に失い、しばしば「衆議院のカーボンコピー」、「第二衆議院」などと揶揄され、廃止ないし衆議院との統合（参議院不要論、一院制）も主張されてきた。

### 参議院の発足時の意義付け
第二次世界大戦の終戦後、日本国憲法の制定(手続き上は大日本帝国憲法の全文改訂)がされた際に、GHQから提示された最初の草案(マッカーサー草案)は一院制であった。マッカーサー草案の提示は、1946年2月13日に外務大臣公邸にてGHQ民政局長ホイットニー准将が吉田茂外務大臣、松本烝治憲法改正担当国務大臣と会見した際に行われたが、草案を見た松本国務大臣がその場で、一院制では選挙で多数党が変わる度に前政権が作った法律をすべて変更し政情が安定しないことを指摘し、二院制の検討をホイットニー准将に約束させている。

その後、帝国議会と枢密院での議論のために法制局が作成した想定問答集では、「問　一院制を採らず両院制を採る事由如何」「答　一院制を採るときは、いはゆる政党政治の弊害、即ち多数党の横暴、腐敗、党利党略の貫徹等が絶無であるとは保し難いのであって（以下略）」と「政党政治の弊害」を両院制を採る理由としている。

衆議院の選挙で過半数を占めた政党も、半数ずつ改選される参議院の選挙においても過半数を占めなければ自由に法改正を行うことは出来ない。この制度によれば、一時の民意に基づいた多数党が暴走するのを防ぎ、有権者が政策変更への同意を慎重に行うことができる。この「1回の選挙の結果では大きく法律は変わらない」というシステムは、「保守対革新」といった二極対立の戦後社会において、社会の安定性に一定の寄与をしたという評価もある。

### 改革の歴史
1971年に参議院議長に就任した河野謙三は、参議院への信頼を取り戻し、本来の使命を果たすために改革の必要性を訴え、参議院問題懇談会を設置して改革への取り組みが始められた。議長および森八三一副議長は党籍を離脱（慣例として今日まで続いている）した。また、衆議院に対して参議院の審議期間の確保についての配慮を申し入れ、内閣に対しても先議案件の増加について申入れを行った。これは、衆議院先議の案件は、国会の会期末に参議院の審議を増加させるために、審議が不十分になることおよび与野党の戦術により議事が混乱する事態を抑制するためである。
1982年（昭和57年）、全国区制に代わるものとして拘束名簿式比例代表制による選挙が導入された。参議院改革協議会は、中間報告において、本会議表決における押しボタン投票方式の導入および、通常国会が12月に召集されてから予算が提出されるまでの約1ヶ月間自然休会となっている点を是正する1月召集を提言し、国会法改正により1992年の通常国会から実施されている。
1986年、国会法ならびに議院規則の改正により、参議院独自の制度である参議院調査会が設置された。
1998年、決算についての内閣に対する警告決議議決の際、内閣総理大臣が所信を述べるようになり、警告決議に対して内閣が講じた措置について内閣総理大臣から議長に報告書が提出されるようになった。また、参議院に期待される行政監視機能を向上させるため、オンブズマン的機能を備えた常任委員会である行政監視委員会が設置された。さらに、押しボタン式投票が導入された。
2000年（平成12年）には非拘束名簿式比例代表制導入と議員定数10削減を内容とする公職選挙法の一部を改正する法律が成立した。

## 現代の改革論の内容

### 議事の運営や組織の改革
2000年に斎藤十朗参議院議長（当時）が、参議院は内閣総理大臣の指名は行わない、参議院議員は閣僚への就任を辞退するなど5項目の改革案を提出したが、議員の反対に遭い実現しなかった。亀井久興は、緑風会を念頭に、参議院での政党の党議拘束を緩和させ、参議院からの国務大臣および国務副大臣の選出をやめるなどの慣例を定着させることによって、内閣の構成に参加せず行政監視および立法に徹するべきだとしている。これらの主張は、二院制の役割を、行政執行と行政監視が分離されにくい議院内閣制の欠点を補うものであるという、考えに基づいている。
評論家竹村健一は、参議院において法案提出権を議員が10人以上で発議する現状を、1人からでも法案が提出できるように改革すべきだと主張した。

### 権限の強化または制限
日本国憲法に定められた衆議院と参議院の関係を改正すべきだという意見がある。
日本国憲法第59条2項を根拠とする参議院の強さが、与党の「衆参一体活動」ないし政府と与党の「多数派工作」の合理性を高めており、そのために党議拘束が緩和されないという指摘がある。
評論家櫻井よしこは、現憲法における参議院の衆議院への劣等性（総理大臣指名や予算案で衆議院が優越する制度）を解消し、両院対等とすべきと提案している。
参議院憲法調査会「日本国憲法に関する調査報告書」では、衆議院で可決され参議院で否決された法案は、衆議院の単純過半数による再可決で成立するよう憲法59条を改正する意見を、その反対意見とともに掲載している。

### 選挙制度の改革
衆議院も参議院も同じく全国民を代表する選挙された議員（日本国憲法第43条）で構成されていること、さらに選挙制度の類似性にある。つまり、成年者による普通選挙（憲法第15条第3項）が保障されており、選出母体がまったく同じである。とくに、1994年の選挙制度改革で衆議院が導入した小選挙区比例代表並立制は、参議院の選挙制度に類似しているため、参議院を衆議院に類似するものにしていると指摘される。
2010年に西岡武夫参議院議長は、全国を9ブロックの比例代表制に改めることによって、参議院の独自性を強めるとともに、かねてから違憲訴訟が起こされるなど批判の強い一票の格差問題の解決することを提案した。
自由民主党では、アメリカ上院のように、選挙区選出議員には都道府県代表としての性格を与え、一票の格差問題にとらわれず、人口にかかわらず各県6人ずつの定数を割り当てる案も浮上したことがある。この案は、国会議員が地域（都道府県）代表としての性質を有することを理由として、国民個々の持つ投票価値に大きな差異を生じさせることになるため、憲法第14条の平等権規定と、憲法第43条に定められた「国会議員は全国民の代表者」という規定に反するおそれが強いことを指摘されており、このような制度は憲法改正をしない限り導入しえないともいわれる。

### 選出制度の改革
栄誉職化
小沢一郎は、1999年に発表した改憲試案の中で、参議院を「権力なき貴族院」とし、衆議院の指名により選挙を経ず終身の参議院議員を任命する案を提唱した。この案では、参議院の議決の効力を衆議院に再考を促すための一度限りの差し戻し程度とするが、衆議院議員を長らく勤めた重鎮政治家を参議院議員とすることで、法的権能によらない政治的権威を参議院に持たせることを企図している。
職能代表制
参議院を地域代表制ではなく、職能代表制(職能議会）にすることで衆議院と差別化していく意見が参議院の設立当初からある。結局、参議院に職能代表制が取り入れられることは今現在をもってしてもないが、現行の参議院比例区では多数の利益団体の出身者が当選を果たしている。
自治体の首長との兼職
地方分権を推進するために、憲法を改正して、自治体首長が参議院議員を兼職できるようにすべきという意見がある。
元長野県知事の田中康夫が代表を務める新党日本は、第45回衆議院議員総選挙のマニフェストで、参議院議員は全国比例区と都道府県知事、政令指定都市市長から選出すると明記した。
大阪府知事の橋下徹は2009年7月8日、参議院に自治体首長枠を設けるべきだと主張した。

## その他
先進国の大半は両院制である。イギリス、フランスなどの国は両院制への批判に耐え（フランスは厳密には二院制であり、両院制とは異なる）、上院の権限を弱め、独自性を増すなどして、上院は不要ではないことを国民にアピールし、両院制廃止論・一院制導入論を抑え続けて両院制を採用している。